# انجمن منتقدان فیلم بوستون
انجمن منتقدان فیلم بوستون (انگلیسی: Boston Society of Film Critics) نام یک تشکُل سینمایی، مشتمل بر منتقدان فیلم و سینماست که در شهر بوستون در ایالت ماساچوست واقع شده است.
این انجمن در سال ۱۹۸۱ تأسیس شد و همه‌ساله، جوایزی را در شاخه‌های گوناگون سینمایی به هنرمندان داخلی و خارجی اعطا می‌کند. این شاخه‌ها عبارتند از:
- بهترین بازیگر نقش اصلی مرد
- بهترین بازیگر نقش اصلی زن
- بهترین بازیگر نقش مکمل مرد
- بهترین بازیگر نقش مکمل زن
- بهترین انتخاب بازیگر
- بهترین کارگردان
- بهترین فیلم بلند
- بهترین فیلم مستند
- بهترین فیلم خارجی‌زبان
- بهترین فیلم‌نامه
- بهترین فیلم‌برداری
- بهترین تدوین
- بهترین استفاده از موسیقی در فیلم
- بهترین فیلمساز تازه‌کار

در سال ۲۰۰۹ میلادی، فیلم «مهلکه» به کارگردانی کاترین بیگلو توانست ۵ جایزه این انجمن را به‌دست بیاورد. این نخستین فیلمی بود که در تاریخ سی سالهٔ این انجمن، توانسته بود به ۵ جایزهٔ مختلف آن دست یابد.